# Concejo Municipal de Tibás
El Concejo Municipal de Tibás es el órgano deliberativo y máxima autoridad del cantón de Tibás, en Costa Rica. Está conformado por siete regidores propietarios con voz y voto, y sus respectivos suplentes solo con voz salvo cuando sustituyan a un propietario de su mismo partido. A estos también asisten con voz pero sin voto el alcalde y los síndicos propietarios y suplentes de los cinco distritos del cantón. Al igual que el alcalde municipal sus miembros son electos popularmente cada 4 años.

## Historia
La localidad de San Juan del Murciélago fue una de las más antiguas en ser colonizada por españoles en el país. Se cuentan con registros de que a mediados del siglo XVI el español Cristóbal de Chaves aparece como el primer propietario de la porción de tierras que hoy constituyen el cantón de Tibás. A San Juan del Murciélago, llamado así por la presencia (al menos en aquel momento) de gran cantidad de estos animales, se le proclamaría como capital de Costa Rica por el presidente Braulio Carrillo Colina mediante la ley 134 del 2 de septiembre de 1835, aunque esta fue derogada antes de entrar en plena vigencia. 
Sería distrito escolar de San José en 1886 y luego ascendido a cantón durante la administración de Alfredo González Flores el 27 de julio de 1914 mediante la ley n.º 42, al tiempo que San Juan era ascendido a villa. San Juan sería convertido en ciudad y cabecera del cantón el 4 de mayo de 1970 conforme se promulgó el primer Código Municipal.

## Conformación del Concejo
| #                      | Bandera                           | Partido                         | Nombre                          |
| Regidores propietarios | Regidores propietarios            | Regidores propietarios          | Regidores propietarios          |
| ---------------------- | --------------------------------- | ------------------------------- | ------------------------------- |
| 1                      |                                   | Partido Liberación Nacional     | Gerardo Enrique Araya Cordero   |
| 2                      | Alexa María Sandí Fallas          | Partido Liberación Nacional     |                                 |
| 3                      | José Alejandro Alvarado Vega      | Partido Liberación Nacional     |                                 |
| 4                      | Alejandra Ramón Sánchez           | Partido Liberación Nacional     |                                 |
| 5                      |                                   | Partido Unidad Social Cristiana | Luis Arturo Polinaris Vargas    |
| 6                      |                                   | Partido Acción Ciudadana        | Dora Alicia Rodríguez Rodríguez |
| 7                      |                                   | Partido Nuestro Pueblo          | Lizzett Lorena Rodríguez Gamboa |
| Regidores suplentes    |                                   |                                 |                                 |
| 8                      |                                   | Partido Liberación Nacional     | María Teresita Castillo Quirós  |
| 9                      | Rubén Alberto Barboza Pérez       | Partido Liberación Nacional     |                                 |
| 10                     | Ileana Cecilia Salazar Alpízar    | Partido Liberación Nacional     |                                 |
| 11                     | Arturo Enrique Hernández Martínez | Partido Liberación Nacional     |                                 |
| 12                     |                                   | Partido Unidad Social Cristiana | Vilma Yadira Umaña Rojas        |
| 13                     |                                   | Partido Acción Ciudadana        | Joshua Torres Rodríguez         |
| 14                     |                                   | Partido Nuestro Pueblo          | Carlos Enrique Arias Araya      |
| Síndicos propietarios  |                                   |                                 |                                 |
| 15                     |                                   | Partido Liberación Nacional     | Cynthia Benavides Rodríguez     |
| 16                     | Yamileth Rodríguez Rodríguez      | Partido Liberación Nacional     |                                 |
| 17                     | Pamela Castro Flores              | Partido Liberación Nacional     |                                 |
| 18                     | Yilsen Quirós Lara                | Partido Liberación Nacional     |                                 |
| 19                     | María Eduvigis Vargas Alpízar     | Partido Liberación Nacional     |                                 |
| Síndicos suplentes     |                                   |                                 |                                 |
| 20                     |                                   | Partido Liberación Nacional     | José Ulises Godínez Núñez       |
| 21                     | Jean Paul Porras Carvajal         | Partido Liberación Nacional     |                                 |
| 22                     | Napoleón Coto Cavallini           | Partido Liberación Nacional     |                                 |
| 23                     | Antonio Rigoberto Sánchez Ávila   | Partido Liberación Nacional     |                                 |
| 24                     | Moisés José Castro Arroyo         | Partido Liberación Nacional     |                                 |